# Piperidină
Piperidina este un compus organic cu formula moleculară (CH2)5NH. Este un compus heterociclic cu azot, cu heterociclul alcătuit din șase atomi, cinci punți metilenice (–CH2–) și o punte aminică (–NH–). Este un lichid incolor, cu un miros tipic aminelor.

## Obținere
Piperidina a fost descoperită în anul 1850 de către chimistul scoțian Thomas Anderson și independent în anul 1852 de către chimistul francez Auguste André Thomas Cahours. Ambii savanți au obținut piperidina în urma reacției dintre piperină și acid azotic.
La nivel industrial, piperidina se obține în urma reacției de hidrogenare catalitică a piridinei, utilizându-se un catalizator de disulfură de molibden:
{\displaystyle {\ce {C5H5N + 3 H2 -> C5H10NH}}}
Piridina poate fi redusă și prin intermediul unei reacții de reducere Birch utilizând sodiu în mediu de etanol.

## Proprietăți
Piperidina este o amină secundară, fiind utilizată pentru convertirea cetonelor la enamine. Enaminele derivate de la piperidină pot fi utilizate în cadrul reacțiilor de alchilare Stork.
Prin tratare cu hipoclorit de calciu, piperidina se transformă în N-cloropiperidină, o cloramină cu formula C5H10NCl. Aceasta suferă o reacție de dehidrohalogenare cu obținerea unei imine ciclice.